# Jenna Rosenthal
Jenna Rosenthal (Fond du Lac, 14 maggio 1996) è una pallavolista statunitense, centrale delle Atlanta Vibe.

## Biografia
Figlia di Kimberly Rosenthal, nasce a Fond du Lac, nel Wisconsin. Ha una fratello più giovane di nome Derek. Nel 2012 si diploma alla Fond du Lac High School e in seguito studia ingegneria alla Marquette University.

## Carriera

### Club
La carriera di Jenna Rosenthal inizia nei tornei scolastici del Wisconsin con la Fond du Lac HS. Dopo il diploma partecipa con la sua università nella NCAA Division I: saltato il torneo nel 2012, gioca con la Marquette dal 2013 al 2018.
Appena conclusi gli impegni con la sua università, nel dicembre 2018 firma a stagione in corso per il Viesti Salo, club della Lentopallon Mestaruusliiga finlandese dove inizia la carriera professionistica, conquistando lo scudetto. Nel campionato 2019-20 si accasa nella 1. Bundesliga tedesca, difendendo i colori del MTV Stoccarda per un biennio.
Nel 2022 torna in campo in patria, partecipando alla seconda edizione dell'Athletes Unlimited, dove premiata come miglior centrale; in seguito partecipa anche all'Exhibition Tour e all'edizione 2023 del torneo, prima di essere ingaggiata delle Columbus Fury per la Pro Volleyball Federation 2024.
Disputa poi la quarta edizione dell'Athletes Unlimited e poco dopo l'inizio della Pro Volleyball Federation 2025 viene ingaggiata dalle Atlanta Vibe.

### Nazionale
Nel 2019 fa il suo esordio nella nazionale statunitense, vincendo la medaglia d'oro alla Coppa panamericana e alla NORCECA Champions Cup.

## Palmarès

### Club
- Campionato finlandese: 1

2018-19

### Nazionale (competizioni minori)
- Coppa panamericana 2019
- NORCECA Champions Cup 2019

### Premi individuali
- 2022 - Athletes Unlimited Volleyball: Miglior centrale